# Thornematidae
Thornematidae är en familj av rundmaskar. Thornematidae ingår i ordningen Dorylaimida, klassen Adenophorea, fylumet rundmaskar och riket djur.
Familjen innehåller bara släktet Prodorylaimus.